# 清水北 (福井市)
清水北（しみずきた）は、福井県福井市の地域。光ブロック(南西部)に属する。

## 人口
清水北には2024年1月1日現在2236人が住んでおり、世帯数は883世帯。そのうち男性が1084人、女性は1152人。